# Merton Miller
Merton Howard "Mert" Miller, född 16 maj 1923 i Boston, Massachusetts, USA död 3 juni 2000 i Chicago, Illinois, var en amerikansk nationalekonom och medförfattare till Modigliani-Miller-satsen (1958), som hävdade irrelevansen av skuldsättningsstrukturen. Han belönades med Sveriges Riksbanks pris i ekonomisk vetenskap till Alfred Nobels minne 1990 tillsammans med Harry Markowitz och William F. Sharpe. Han invaldes 1992 som utländsk ledamot av svenska Ingenjörsvetenskapsakademien.

## Biografi
Miller var son till judiska föräldrar, Sylvia och Joel Miller, en hemmafru och en advokat. Han studerade vid Harvard University och arbetade under andra världskriget som ekonom vid avdelningen för skatteforskning vid amerikanska finansdepartementet och disputerade i nationalekonomi vid Johns Hopkins University 1952. Hans första akademiska utnämning efter att ha fått sin doktorsexamen var gästassistentföreläsare vid London School of Economics.
Miller var gift med Eleanor Miller, som dog 1969. Han överlevdes av sin andra hustru, Katherine Miller, och av tre barn från hans första äktenskap: Pamela (1952), Margot (1955) och Louise (1958) och två barnbarn.

## Vetenskapligt arbete
År 1958, vid Carnegie Institute of Technology (numera Carnegie Mellon University), samarbetade han med sin kollega Franco Modigliani på rapporten The Cost of Capital, Corporate Finance and Theory of Investment. Detta dokument uppmanade till en grundläggande invändning mot den traditionella synen på företagsfinansiering, enligt vilken ett företag kan minska sina kapitalkostnader genom att hitta rätt skuldsättningsgrad. Enligt Modigliani-Miller-satsen finns det å andra sidan inget rätt förhållande, så företagsledare bör försöka minimera skatteskulden och maximera företagens nettoförmögenhet och låta skuldkvotschipsen falla där de vill.
Det sätt på vilket de kom fram till denna slutsats använde argumentet "ingen arbitrage", det vill säga förutsättningen att alla tillstånd som gör det möjligt för handlare av alla marknadsinstrument att skapa en riskfri pengamaskin nästan omedelbart kommer att försvinna. De satte mönstret för många argument baserat på den premissen under de följande åren.
Miller skrev eller var medförfattare till åtta böcker. Han blev ledamot av American Finance Association 1975 och var dess ordförande 1976. Han var på fakulteten vid University of Chicagos Booth School of Business från 1961 till sin pensionering 1993, även om han fortsatte att undervisa på skolan i flera år till. Hans verk låg till grund för "Modigliani-Miller Financial Theory".
I slutet av 1980-talet engagerades Miller av SNS (tillsammans med professor Charles Upton) för att göra en skuggutredning till den av den socialdemokratiska regeringen tillsatta värdepappersmarknadsutredningen (VMK). Finansiella aktörer i Sverige var oroliga för sektorns framtida reglering och Millers bidrag blev ett viktigt inlägg  debatten. Miller skrev: att den övertro på regleringar som dominerat i de flesta länder sedan 1930-talet lett till att värdepappersmarknader led av sin image som en tickande tidsinställd bomb, som hela tiden hotar att spränga ekonomin i bitar om den inte omsorgsfullt hålls nedkyld i hinkar av kallt regleringsvatten (s.30). Hotet från en hårdare reglering övervanns och i början av 1990-talet etablerades en mer marknadsliberal samsyn på börsverksamhet bland det politiska och ekonomiska etablissemanget i Sverige.
Miller var offentlig ledare i Chicago Board of Trade 1983-85 och Chicago Mercantile Exchange från 1990 till sin död. År 1993 gav sig Miller in i tvisten om 2 miljard USD i affärsförluster hos vad som karakteriserades som en skurkaktig terminshandlare på ett dotterbolag av Metallgesellschaft och hävdade i Wall Street Journal att ledning av dotterbolaget var att klandra för att i panik ha likviderat en position för tidigt. År 1995 anlitades Miller av Nasdaq för att motbevisa anklagelser om prisfixning.